# Министерство на извънредните ситуации
Министерството на държавната политика при бедствия и аварии (МДПБА) е министерство в България, съществувало в периода 17 август 2005 – 27 юли 2009 година.

## История
Създадено е на 17 август 2005 г. от XL народно събрание в структурата на 89-о правителство.
Министерството обединява съществуващите ведомства, ангажирани с превенцията, реагирането, управлението и възстановяването при кризи. Подчинена на МДПБА е и Национална служба „Гражданска защита“.
От 24 април 2008 г. с решение на Народното събрание то е преименувано на Министерство на извънредните ситуации. На 27 юли 2009 г. министерството е закрито.

## Списък
Министри
| №                                                          | Имена (роден – починал)     | Начало на мандата | Край на мандата | Дни на управление | Партия / коалиция | Правителство |
| ---------------------------------------------------------- | --------------------------- | ----------------- | --------------- | ----------------- | ----------------- | ------------ |
| на държавната политика при бедствия и аварии (2005 – 2008) |                             |                   |                 |                   |                   |              |
| 1                                                          | Емел Етем Тошкова (р. 1958) | 17 август 2005    | 24 април 2008   | 981               | ДПС               | 89           |
| на извънредните ситуации (2008 – 2009)                     |                             |                   |                 |                   |                   |              |
| 2                                                          | Емел Етем Тошкова (р. 1958) | 24 април 2008     | 27 юли 2009     | 459               | ДПС               | 89           |